# Groupe d'Intervention de la Gendarmerie Nationale
De Groupe d'Intervention de la Gendarmerie Nationale (afgekort tot GIGN) is de antiterrorisme-eenheid van de Gendarmerie Nationale, de Franse gendarmerie.
De taken van de GIGN bestaan uit het arresteren van gewapende criminelen (gijzelnemers in het bijzonder), antiterrorisme (bijvoorbeeld het 'oplossen' van vliegtuigkapingen) en het voorkomen dan wel beëindigen van muiterij in gevangenissen.
Het hoofdkwartier bevindt zich op het militaire kamp Satory in Versailles, ten westen van Parijs. De GIGN en de EPIGN vormen samen de Groupe de Sécurité et d'Intervention de la Gendarmerie Nationale (GSIGN), de beveiligings- en interventiegroep van de Gendarmerie Nationale.

## Geschiedenis
Na de tragische voorvallen tijdens de Olympische Zomerspelen 1972 te München, en een muiterij in de gevangenis van Clairvaux het jaar daarop, begon Frankrijk de mogelijke oplossingen voor gewelddadige aanvallen te bestuderen, waarbij werd aangenomen dat deze zeer moeilijk te voorspellen en af te wenden zouden zijn.
In 1973 werd de GIGN opgericht als een permanente groep van mensen die getraind en uitgerust zijn om te reageren op dit soort bedreigingen, waarbij de risico's voor burgers, gijzelaars, de groepsleden zelf en de criminelen tot een minimum dienen te worden beperkt. De GIGN werd operationeel op 1 maart 1974 onder het commando van luitenant Christian Prouteau.
Tien dagen later werd een groep terroristen met succes aangehouden in Ecquevilly, waardoor de technieken van de eenheid gevalideerd werden en de noodzakelijkheid van de eenheid werd aangetoond.
Sinds haar oprichting heeft de eenheid deelgenomen aan meer dan 1.000 operaties, meer dan 500 gijzelaars bevrijd, meer dan 1.000 verdachten gearresteerd en om en nabij een tiental terroristen gedood. Van de eenheid is één lid gesneuveld in actie. Tijdens trainingsoperaties sneuvelden 6 leden.
Een greep uit acties in het verleden:
- De bevrijding van 30 kinderen van Franse militairen uit een door het Front de libération de la Côte des Somalis (FLCS)[2] gegijzelde schoolbus in Djibouti in 1976.
- De bevrijding van diplomaten uit een ambassade in San Salvador in 1979.
- De arrestatie van een Corsicaanse commando in het Flechen Hostel in 1980.
- Het bevrijden van gijzelaars in Guipry in 1989.
- Het bevrijden van gegijzeld gevangenispersoneel tijdens een muiterij van de gevangenis te Moulins.
- Het beschermen van de Olympische Winterspelen 1992 in Albertville.
- Operaties in Bosnië in 1992 en 1995.
- Het bevrijden van de 164 passagiers van Air France vlucht 8969 op de Luchthaven Marseille Provence in december 1994. Het vliegtuig werd gegijzeld door 4 leden van de terroristische Groupe Islamique Armé (GIA) van wie vermoed werd dat zij de Eiffeltoren wilden vernietigen. Drie passagiers waren al geëxecuteerd gedurende de onderhandelingen met de Algerijnse overheid. De operatie werd wereldwijd in de media gebracht.
- De arrestatie van Bob Denard in 1995 op de Comoren.
- Beëindigen van een gijzeling in Parijs op 9 januari 2015.
- Beëindigen van gijzeling in drukkerij in Dammartin-en-Goële op 9 januari 2015, na de aanslag op Charlie Hebdo twee dagen eerder.
- Inzet tijdens de terroristische aanslagen in Parijs op 13 november 2015, waaronder het beëindigen van de bezetting door een bestorming van theater Bataclan in Parijs.

De GIGN werd gekozen door de Internationale Burgerluchtvaart Organisatie (ICAO) om de speciale eenheden van andere lidstaten te trainen.

## Voormalige leiders
- Christian Prouteau
- Paul Barril
- Philippe Legorjus

## Structuur
De GIGN is onderverdeeld in vier groepen: onderhandeling, speciale uitrusting, een taalgroep (individuen die gespecialiseerd zijn in het trainen van buitenlandse eenheden) en een technische groep die de eenheid voorziet van gemodificeerde en geavanceerde uitrustingen door het selecteren of ontwerpen daarvan.
De trainingen bestaan uit schieten, scherpschieten en gevechtstechnieken (Krav Maga). GIGN leden worden beschouwd als het best getraind in het gebruik van vuurwapens. Om deze reden hebben veel soortgelijke buitenlandse eenheden uitwisselingsprogramma's met de GIGN.
Optionele competenties: politiehonden, duiken, parachutespringen, explosieven ontmantelen, survival. De training hierin wordt gegeven door het respectievelijke onderdeel van het Franse leger.